# Annabel Chong
Grace Quek (郭盈恩, Guō Yíng'ēn), coneguda professionalment com Annabel Chong, és una antiga actriu pornogràfica singapuresa que es va fer famosa després de protagonitzar una pel·lícula per a adults que es va promocionar com World's Biggest Gang Bang. La pel·lícula va tenir èxit comercial i va iniciar una tendència de "batre rècords" en pornografia gang bang. Quatre anys més tard, Quek va ser el tema del documental Sex: The Annabel Chong Story, en què va ser entrevistada sobre la seva carrera en la pornografia. Es va retirar completament de la indústria per a adults el 2003 per treballar a l'enginyeria de programari.

## Biografia
Quek va néixer i es va criar a Singapur en una família de classe mitjana xinesa de Singapur protestant. Era l'única filla de dos professors. Va ser estudiant a l'Raffles Girls' School, on va estar inscrita al Gifted Education Program i Hwa Chong Junior College. Els antics professors i companys de classe descriuen Quek com a tranquil·la, conservadora, intel·ligent i estudiosa.
Després de cursar els seus nivells, va passar tres anys sabàtics, inclòs un any passat als Estats Units, abans d'anar a estudiar dret al King's College de Londres amb una beca.
Mentre estava al Regne Unit, Quek anava en un tren i va conèixer un home pel qual es va sentir atreta i va acceptar mantenir relacions sexuals amb ell en un carreró. Va portar altres homes, i ella va ser violada en grup i robada en un armari d'escombraries sota un bloc d'habitatges del centre de la ciutat.
Als 21 anys, va abandonar la facultat de dret i va estudiar fotografia, art i estudis de gènere a la University of Southern California (USC), on va destacar acadèmicament. Al mateix temps, també va començar a treballar en pel·lícules pornogràfiques. Més tard va fer estudis de postgrau en gènere estudis a la USC.

## Carrera en pornografia
Com que els seus pares no van aprovar que abandonés l'escola de dret, necessitava una font d'ingressos per pagar les taxes universitàries. El 1994, va començar en el porno responent a un anunci d'una agència de models a LA Weekly. Quek estava interessada a desdibuixar el límit entre la pornografia i l'art escènic en la seva obra.

## World's Biggest Gang Bang
La producció que la va impulsar al protagonisme va ser una altra producció de Bone, The World's Biggest Gang Bang. Quek va participar en aquesta gang bang el 19 de gener de 1995, quan tenia 22 anys. Va dir que part de la seva motivació per fer la pel·lícula era el desig de desafiar els rols de gènere. Va aparèixer en anuncis de televisió per a adults per sol·licitar 300 participants per a l'esdeveniment. Els informes inicials van diferir quant a si va tenir relacions sexuals amb 251 homes en el transcurs de 10 hores, o amb uns 70 homes diverses vegades per arribar a un total de 251: el nombre més gran mai en una pel·lícula pornogràfica. Tenint en compte que els participants masculins que havien verificat recentment una prova negativa per al VIH portarien una etiqueta codificada per colors, Quek va tenir relacions sexuals amb alguns homes sense preservatiu. Més tard es va saber que les proves no s'havien verificat tan estrictament com els productors l'havien fet creure. Tot i que la pel·lícula es va convertir en una de les més taquilleras. pel·lícules pornogràfiques de tots els temps, mai se li va pagar els 10.000 dòlars EUA que li havien promès i, aparentment, mai va rebre diners del vídeo.

## Aparicions a la cultura popular
Després de l'esdeveniment, Quek va fer nombroses aparicions als mitjans, com ara The Jerry Springer Show i The Girlie Show. Loretta Chen va veure el treball de Quek en pornografia com un intent de desafiar les nocions i supòsits establerts dels espectadors sobre la sexualitat femenina i els límits de gènere, però no es va prendre prou seriosament. Per exemple, la seva concepció d'un gang bang es basava en l'exemple de Messalina, una esposa de l'emperador Claudi. Històricament, Messalina va patir una mala reputació, fet que alguns atribuïen (almenys en part) al biaix de gènere. Segons Quek, va intentar qüestionar el doble estàndard que nega a les dones la capacitat de mostrar la mateixa sexualitat que els homes, modelant com seria un "semental" femení.
En la seva aparició al març de 2000 al programa de ràdio Loveline, Quek va admetre que hi havia una mica menys de 70 homes a la seva gang bang i que hi havia aigua i pauses per dinar durant el rodatge de deu hores. Per la seva actuació, va guanyar un "premi d'èxit dubtós" a la revista Esquire.
L'esdeveniment també va impulsar l'autor Chuck Palahniuk a escriure una novel·la, Snuff, sobre un personatge de ficció que pretenia superar el rècord de Quek mantenint sexe amb 600 homes. El 2007, una obra escrita per Ng Yi Sheng basada en la seva història, 251, es va posar en escena a Singapur, dirigida per Loretta Chen.

## Sex: The Annabel Chong Story
Les aparicions de Quek als mitjans van captar l'interès de l'estudiant de cinema canadenc Gough Lewis. Va conèixer a Quek i es va proposar produir un documental sobre ella. Durant el rodatge, Quek i Lewis es van involucrar en una relació romàntica. La pel·lícula, Sex: The Annabel Chong Story, es va estrenar el 1999. Inclou imatges del rodatge de la gang bang i les seves posteriors aparicions publicitàries, explora els seus motius, torna a visitar amb ella el lloc de la seva violació i representa una dolorosa conversa a Singapur entre Quek i la seva mare, que abans no sabia sobre la carrera porno de la seva filla. Va ser dirigit per Lewis i va incloure contribucions de Quek, Al Goldstein, Ron Jeremy i Seymore Butts. A la pel·lícula, Quek va declarar que la intenció de World's Biggest Gang Bang era desafiar "la noció de les dones com a objecte sexual passiu" i va afegir: "No estem collint violetes, no som víctimes, per l'amor de Déu. La sexualitat femenina és tan agressiva com la sexualitat masculina, volia assumir el paper de semental. També s'autolesionava a la pel·lícula, agafant-se un ganivet al braç el dia que Lewis i Quek van trencar. El que el documental no mostrava va ser que Lewis s'estava fent el mateix fora de càmera.
El documental la va impulsar encara més als mitjans de comunicació mundials, ja que es va convertir en un èxit al Festival de Cinema de Sundance de 1999, on va ser nominat per a un Gran Premi del Jurat. Des de l'estrena del documental, Quek ha acusat Lewis de malinterpretar els esdeveniments de la pel·lícula i de retratar els esdeveniments de manera "enganyosa".

## Final de carrera en pornografia i jretirada
Quek va continuar treballant a la indústria per a adults durant un temps després de l’estrena del documental, dirigint i protagonitzant pel·lícules a més de crear un lloc web. L'any 2000 va dirigir i actuar a la pel·lícula de gang bang Pornomancer, la seva interpretació de la novel·la de William GibsonNeuromancer. Després de l'any 2000, va deixar d'aparèixer en vídeos per a adults, concentrant-se en la producció de contingut per al seu lloc web i apareixent en alguns vídeos BDSM. El 2003 es va retirar completament del porno, donant les gràcies als seus fans en un missatge final al seu lloc web que anunciava: "Annabel ha mort i ara és substituïda a temps complet pel seu Doppelgänger diabòlic, que està increïblement avorrit amb tot el concepte d'Annabel. i preferiria fer alguna cosa diferent per canviar." Va declarar que tenia la intenció de "començar la seva nova vida de pau i relativa obscuritat." Va deixar de parlar de la seva antiga carrera a la indústria per a adults després de la seva retirada. En una correspondència limitada per a l'obra biogràfica 251, va dir als productors: "Feu el que vulgueu amb Annabel Chong perquè aquesta persona ja no existeix." El 2011 la revista Complex la va classificar en el lloc 41 de la seva llista de "Les 50 estrelles porno asiàtiques més populars de tots els temps".
L'any 2000, mentre treballava en un club de striptease, va interpretar el paper d'estudiant aprenent a escriure codi d'ordinador, mentre que el seu client la pegava cada vegada que s'equivocava. Després del joc de rol, es va inspirar per aprendre a escriure codi informàtic. El 2001, va assolir un títol associada a enginyeria de programari al Westwood College. Després de graduar-se, va treballar com a consultora autònoma fins a convertir-se en enginyera a temps complet després de retirar-se del porno. El 2020 treballava com a desenvolupador web a Califòrnia.